# 名古屋先進量子医療研究所
名古屋先進量子医療研究所（なごやせんしんりょうしいりょうけんきゅうじょ）は愛知県名古屋市に本社を置く医療系ベンチャー企業。

## 概要
日本で初の民間出資による重粒子線がん治療の開始を目的として設立された医療系ベンチャー。2010年（平成22年）、愛知県大府市に名古屋高度先進医療センターを開業予定であったが資金難により2度にわたり着工が延期されている。

## 沿革
- 2004年（平成16年）6月18日 - 設立。

## 関連事項
名古屋市も2013年（平成25年）2月、市内北区に現在計画中のクオリティライフ21城北内の名古屋市立西部医療センターに同様の施設を設置した。
ただし、名古屋高度先進医療センターは炭素線を使用し、名古屋市の施設は陽子線を使用する。